# الصخور السوداء (ديربيشاير)
الصخور السوداء Black Rocks (أو صخور ستونيس )، هي نتوء صغير من الحجر الرملي الرمادي، بين كرومفورد وويركسورث في ديربيشاير، منطقة بيك، إنجلترا. ويعد منحدر مهم في تاريخ تسلق الصخور البريطاني، ويحتوي على بعض من أكثر طرق التسلق تطرف في بريطانيا، بما في ذلك جايا E8 6c.

## تاريخ التسلق
كانت هذه الصخرة مكان معروف للتسلق التقليدي منذ التسعينيات في القرن التاسع عشر، وتظهر في دليل أوائل عام 1913، Some Gritstone Climbs.  تحتوي منطقة بلاك روكس على بعض طرق التسلق التقليدية الأسهل من الدرجات Diff إلى VS 4c، ومجموعة مختارة من مشاكل التسلق الصخري القصيرة من الدرجات V0 (4) إلى V9 (7ج) ومع ذلك، فهي تشتهر بطرق التسلق التقليدية المتطرفة التاريخية التي أقيمت في منتصف الثمانينيات وحتى أوائل العقد الأول من القرن الحادي والعشرين.   مظهرها الشمالي يعني أنها غالبًا ما تكون في حالة رطبة (وحتى مغطاة بالطحالب الخضراء)، ومع ذلك، فإن صخور الحجر الرملي التي تشبه الحجر الرملي تجف بسرعة معقولة.  
لقد تركت أسماء مهمة في تاريخ التسلق البريطاني بصماتها في بلاك روكس مثل جيمس دبليو بوتريل ( Stonnis Crack HVS 4b، 1900)، وفريد بيجوت ( Sand Buttress VS 4c، 1920)، وبيتر هاردينج ( Demon Rib E4 5c، 1949، و Promontory Traverse E1 5b، 1945). 
أشهر تسلقين في بلاك روكس هما جايا ( E8 6c، 5.13a X )، التي كان أول صعود حر لها بواسطة جوني داوز عام 1986، وميشوجا ( E9 6c، 5.13a X )، التي كان أول صعود حر لها بواسطة سيب جريف عام 1997، والتي تقع على قسم الرأس الرئيسي المتدلي. وقد ظهر كلا التسلقين في العديد من أفلام التسلق بما في ذلك ستون مونكي (1988) الذي يصور أول صعود لداويس إلى جايا، Hard Grit (1998) الذي يصور فيه المتسلق الفرنسي جان مينه ترين ثيو وهو يسقط سقوطًا كبيرًا على جايا، و Dosage Volume 4 (2006)، الذي تتسلق فيه المتسلقة الأمريكية ليزا راندز أول جبل تسلقته امرأة إلى جايا. في عام 2008، أكمل المتسلقان الأمريكيان كيفن جورجيسون وأليكس هونولد، كلاهما، تسلقًا منفردًا حرًا لجبل ميشوغا، بينما أكمل هونولد أيضًا أول وميض على الإطلاق لجبل جايا.
في نوفمبر 2000، أكمل تشارلي وودبيرن إنهاء مباشر إلى جايا يسمى Harder, Faster، وصنفه E9 7a ؛ من المرجح أن يكون السقوط من النقطة الحرجة بالقرب من القمة قاتل، وبالتالي يُعتبر أحد أخطر التسلقات في بريطانيا، ومن النادر أن يتكرر، مع صعوده الثالث فقط في ديسمبر 2020.

## في الأفلام
- راندز على جايا :Josh Lowell (director) (2006). Dosage Volume IV (Motion picture). Big UP Productions. ASIN:B000JQK8BG. مؤرشف من الأصل في 2024-07-22. اطلع عليه بتاريخ 2022-02-10. الجرعة المجلد الرابع (فيلم سينمائي). إنتاجات بيج أب . ASIN B000JQK8BG . تم الاسترجاع في 10 فبراير 2022 .
- أصعب منطقة ذروة :Heap, Richard (director) (1998). Hard Grit (Motion picture). Slackjaw Film. ASIN:B000VY46PU. مؤرشف من الأصل في 2024-12-12. اطلع عليه بتاريخ 2022-02-10. الشجاعة القاسية (فيلم سينمائي). فيلم Slackjaw. ASIN B000VY46PU . تم الاسترجاع في 10 فبراير 2022 .
- FFA دوز من جايا :Williams, Huw (director) (1988). Stone monkey: Portrait of a rock climber (Motion picture). Hughes Film. مؤرشف من الأصل في 2024-10-13. اطلع عليه بتاريخ 2022-02-10. قرد حجري: صورة لمتسلق صخري (فيلم سينمائي). هيوز فيلم . تم الاسترجاع في 10 فبراير 2022 .

## الكتب
- فروجات إلى الصخور السوداء (ديف ويستليك)، يونيو 2010، المجلس البريطاني لتسلق الجبال.(ردمك 978-0903908092)رقم ISBN 978-0903908092.
- الشجاعة الشرقية، الطبعة الثالثة (كريس كراجس)، أبريل 2015، روكفاكس.(ردمك 978-1873341087)رقم ISBN 978-1873341087.

## معرض الصور

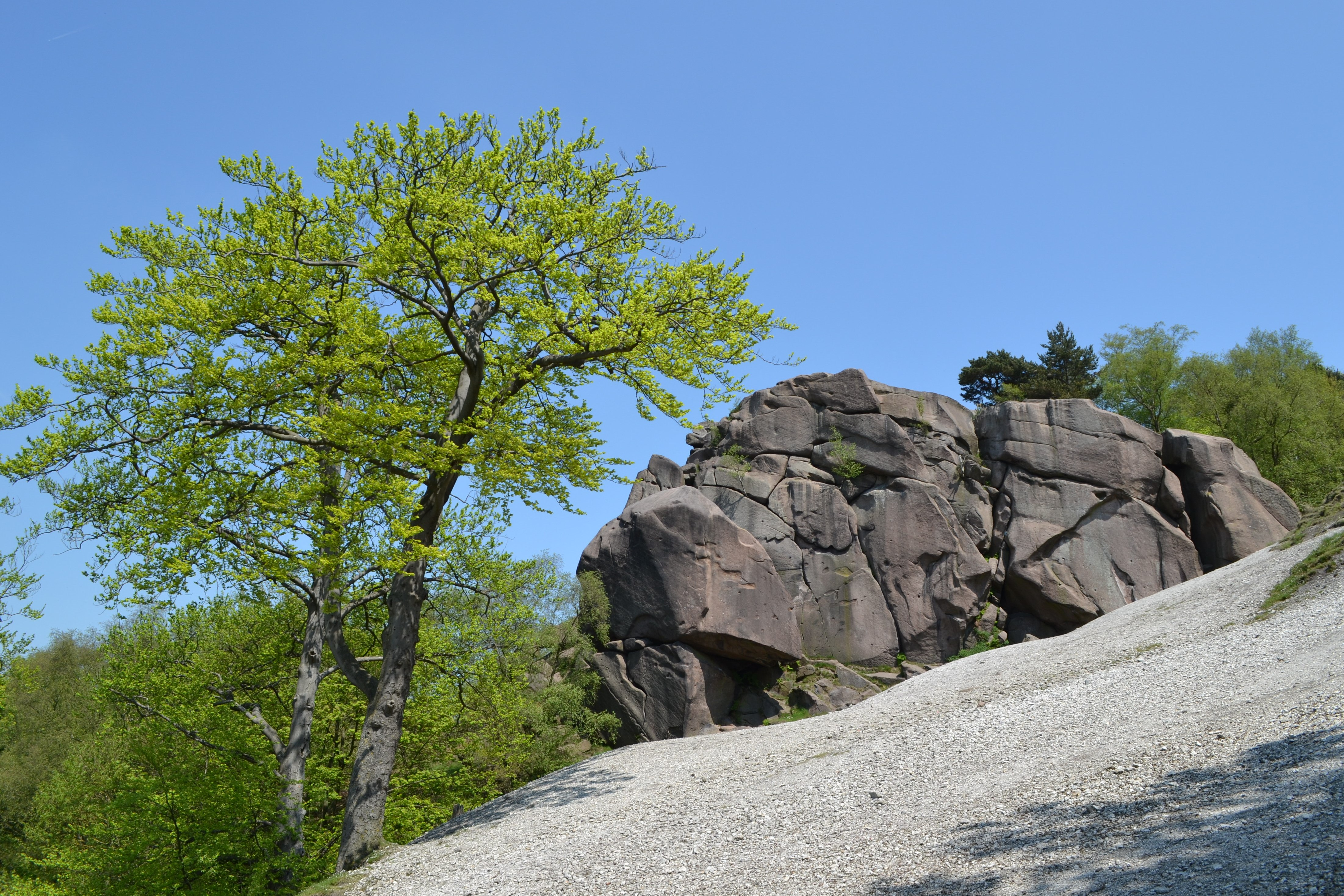
الاقتراب من الجرف، جايا على اليسار.
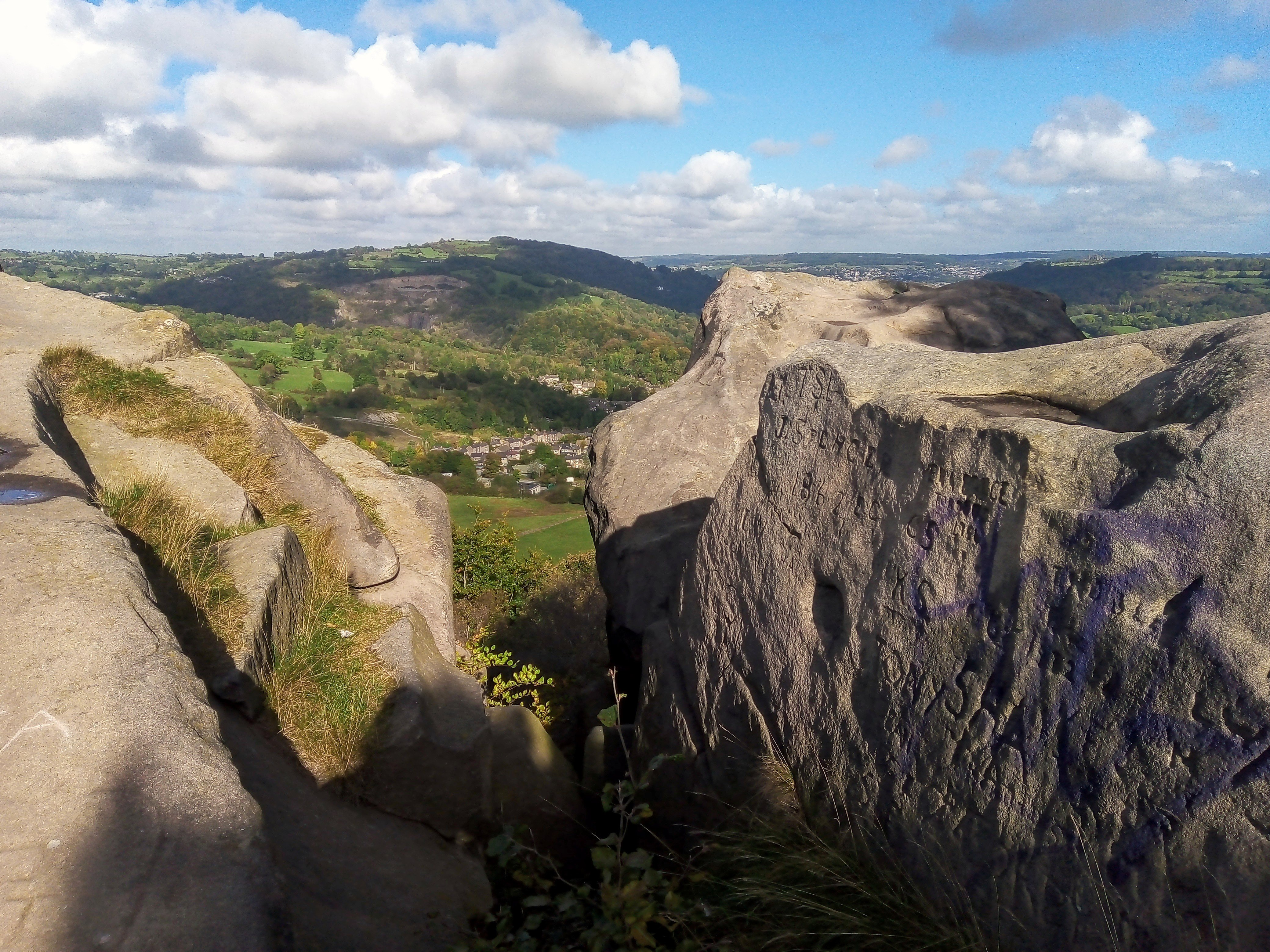
منظر من الأعلى، 2021.
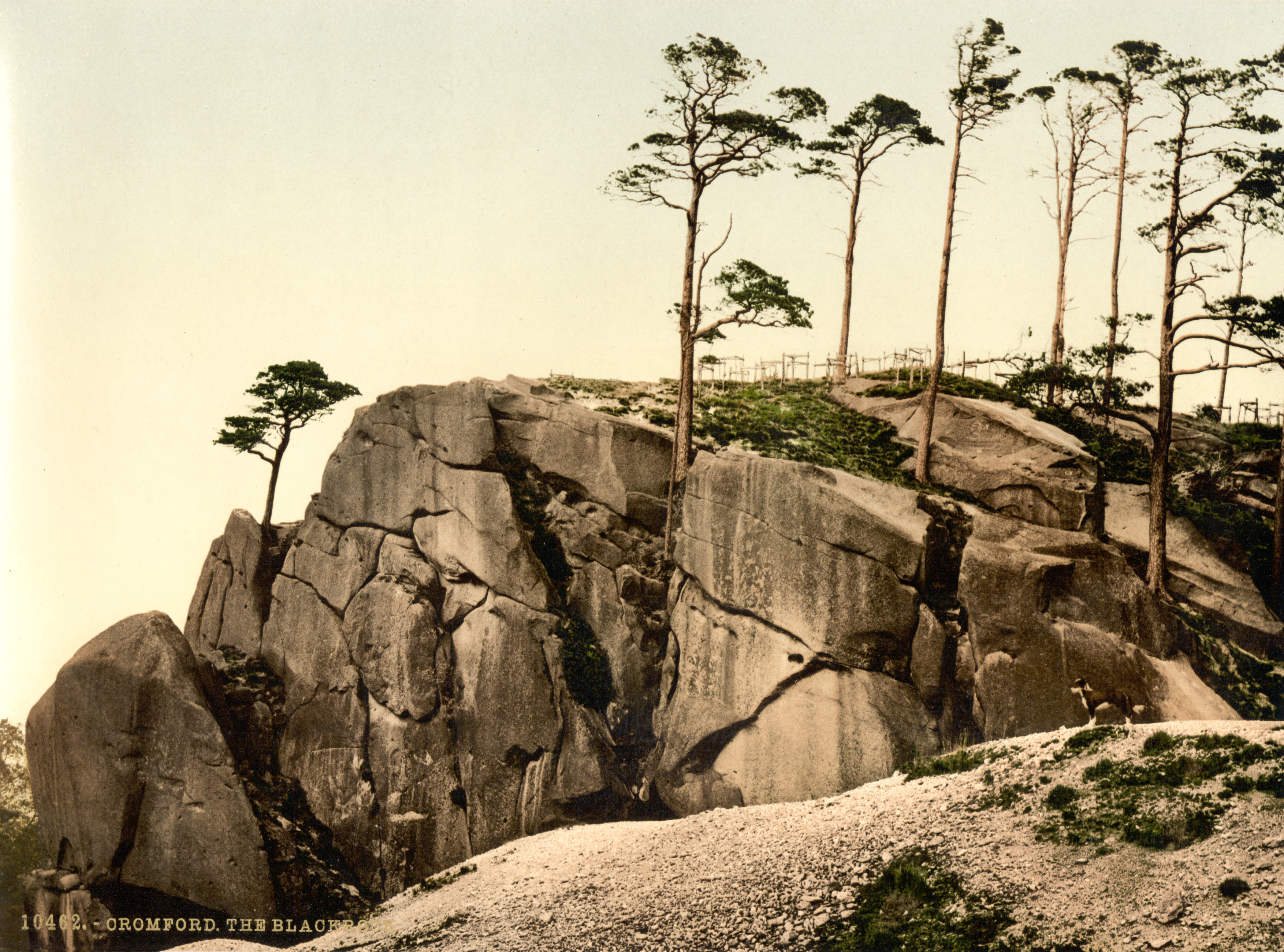
الصخور السوداء، تسعينيات القرن التاسع عشر.
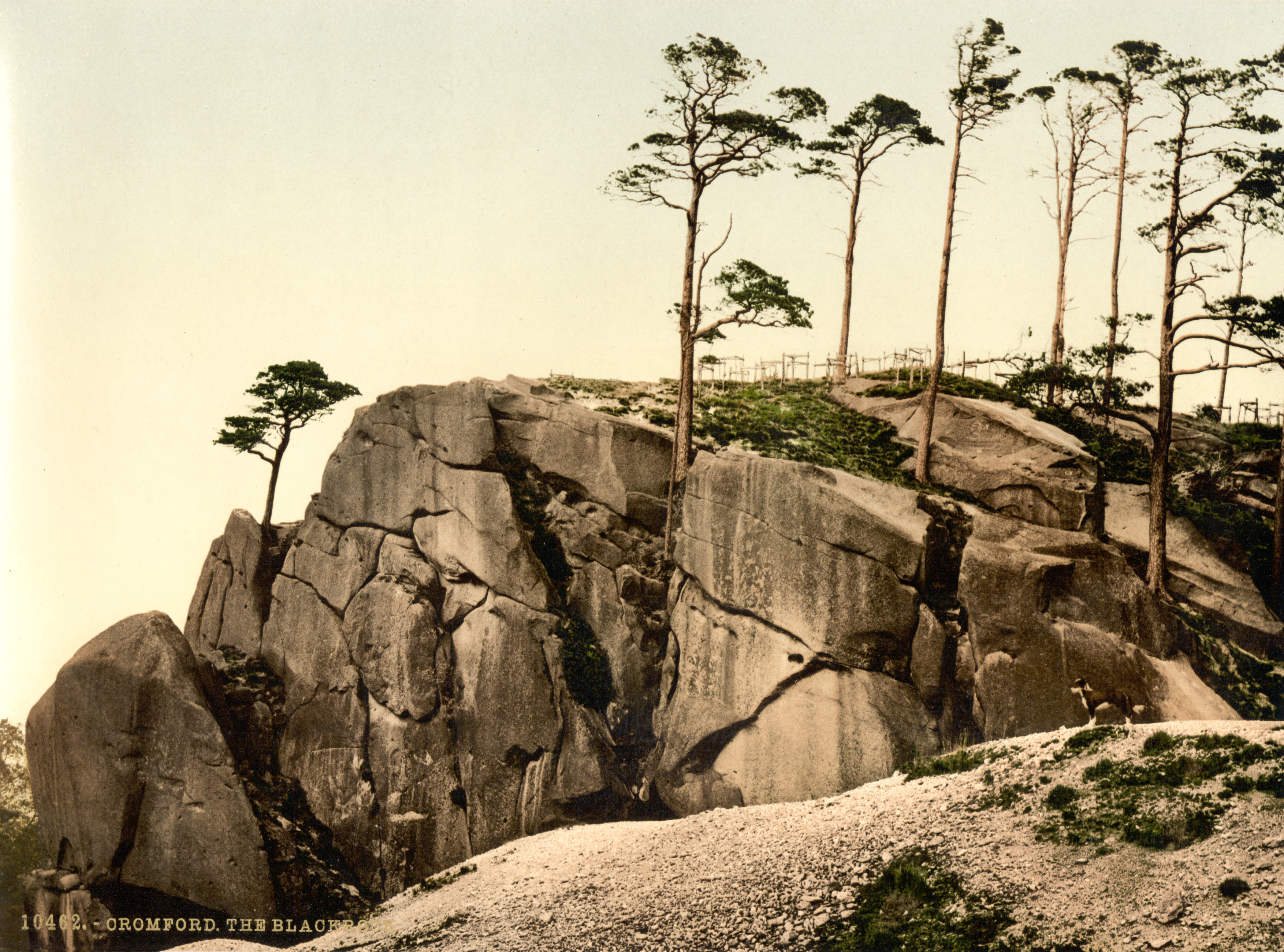
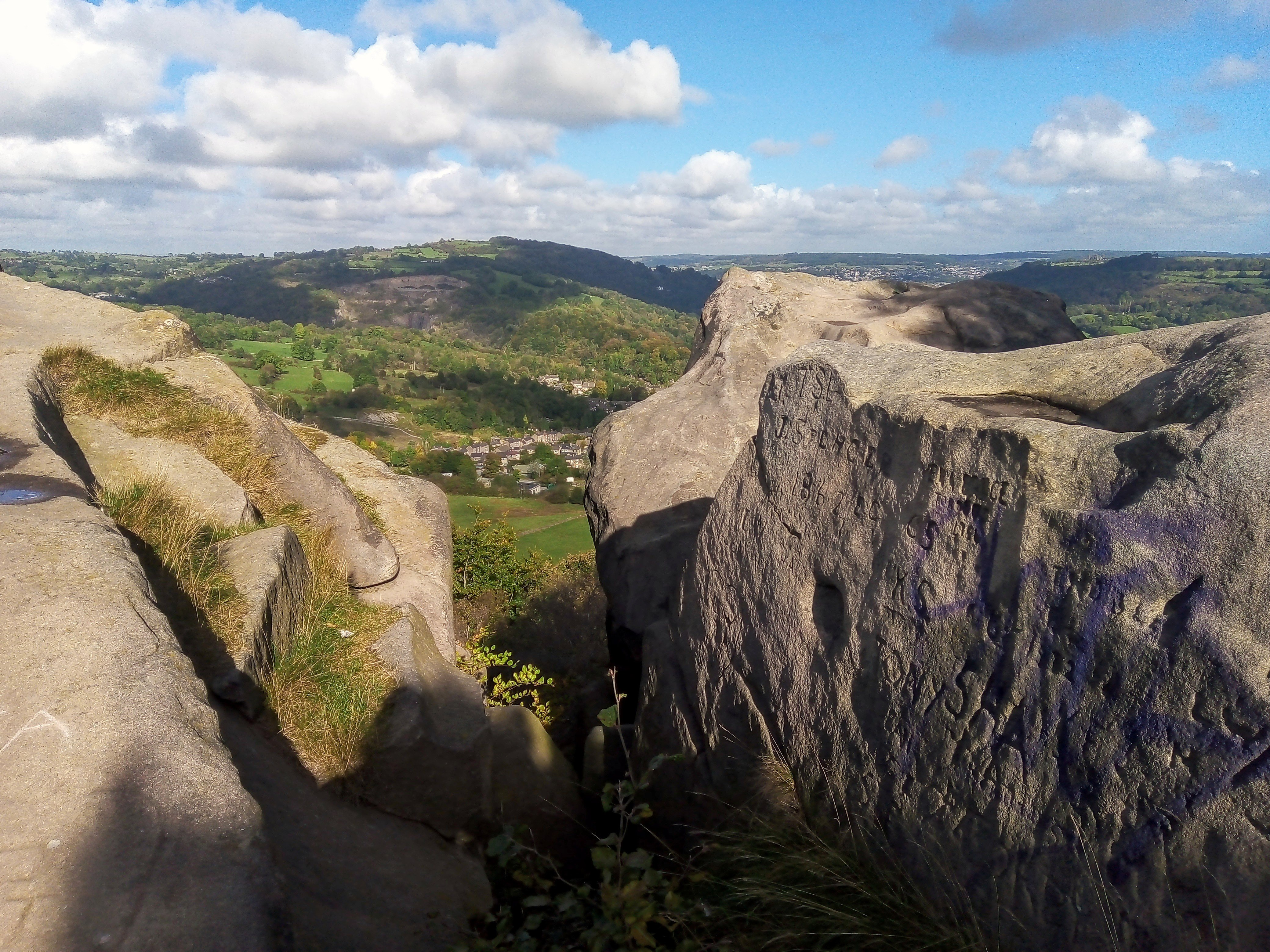
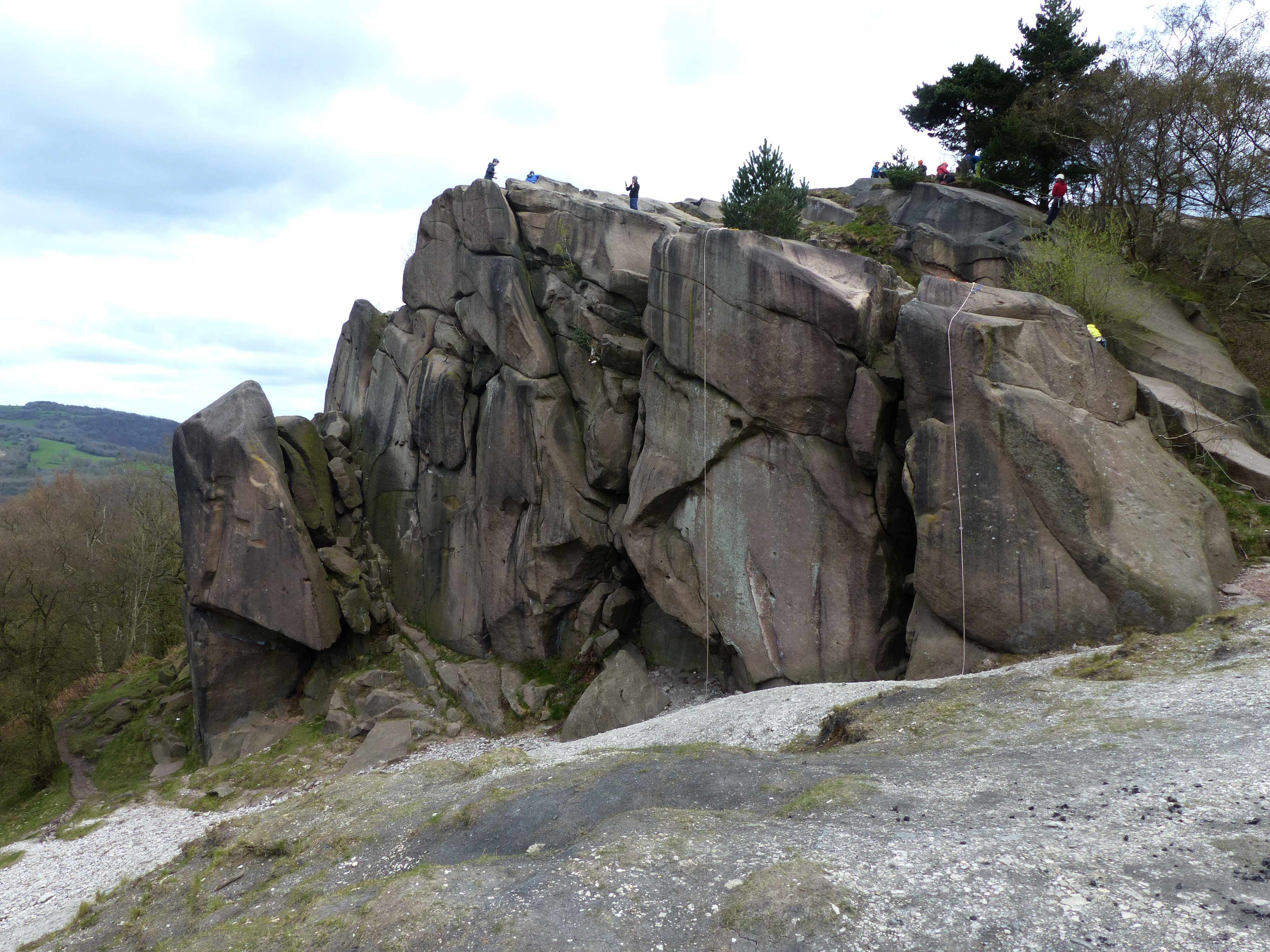
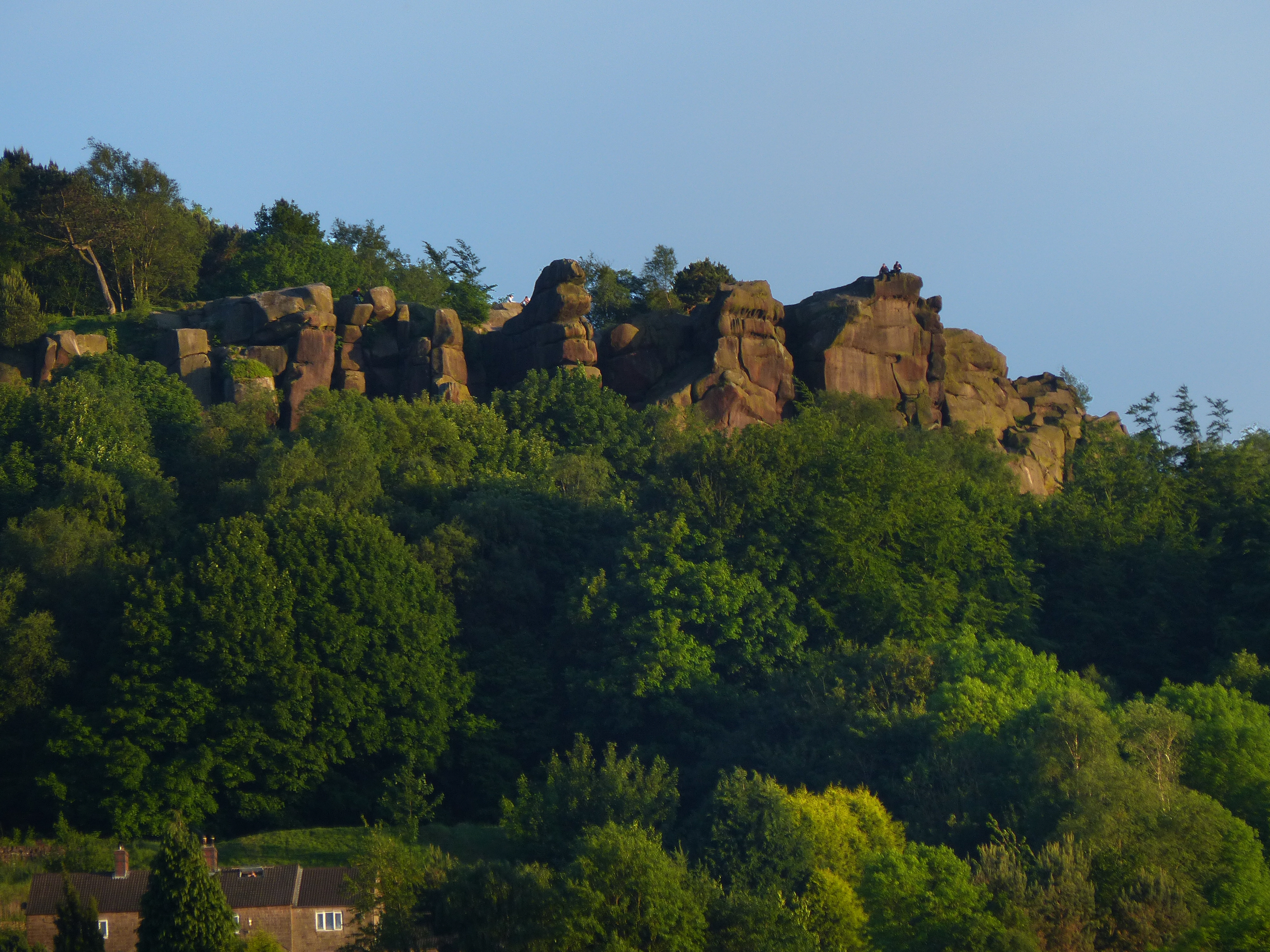
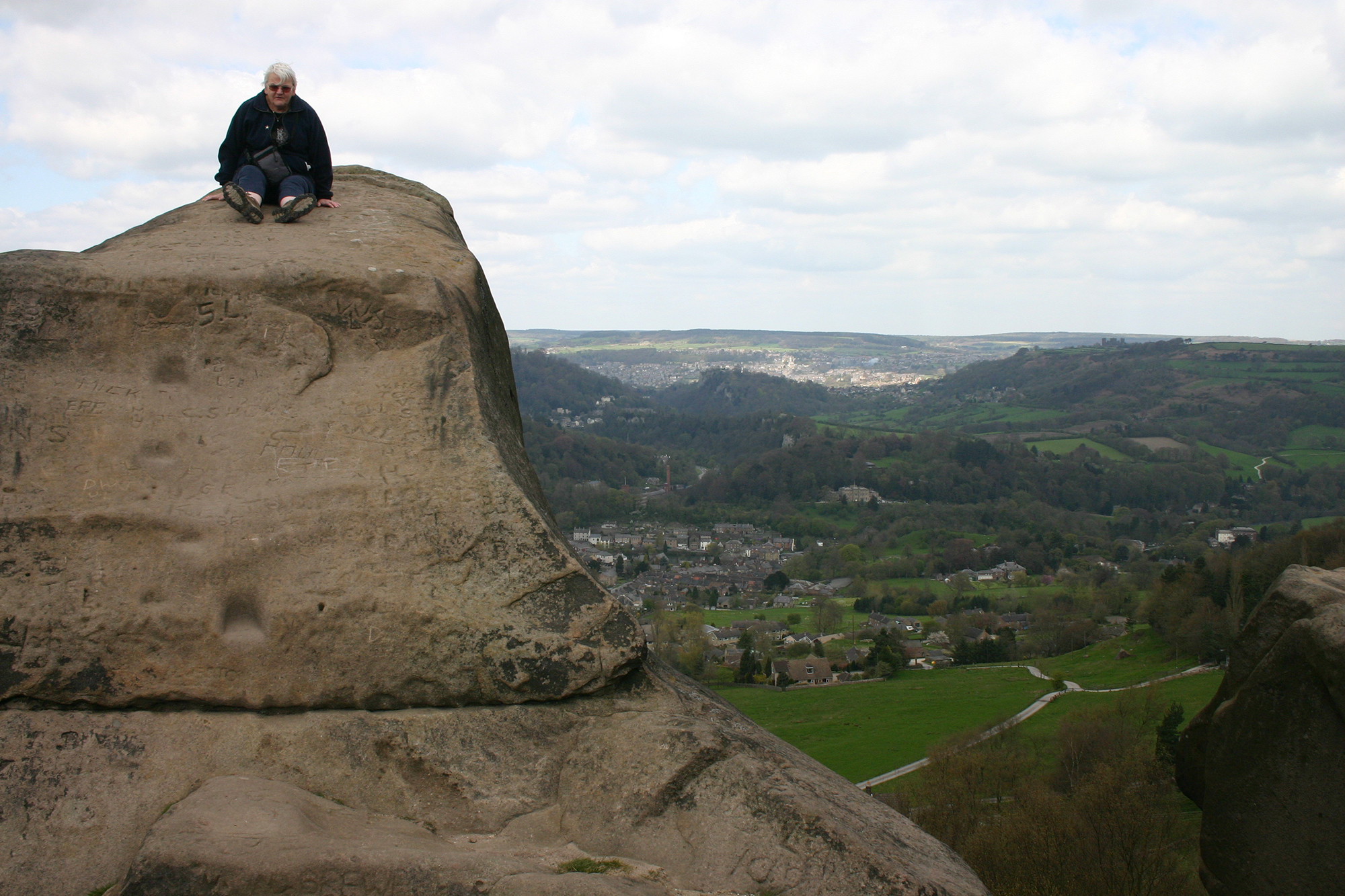

## روابط خارجية
- أليكس هونولد يرصد "جايا" (E8 6c) في بلاك روكس، إنجلترا، PlanetMountain (نوفمبر 2008)
- نيل ماوسون يسقط بشدة على "Meshuga" (E9/5.12D، RX) Rock &amp; Ice (أبريل 2021)
- جيمس بيرسون يسقط سقوطًا ذريعًا في "Harder, Faster" (E9 7a) PlanetMountain (ديسمبر 2020)